# Mama (singel Clean Bandit)
Mama – utwór brytyjskiego zespołu Clean Bandit, w którym gościnnie występuje wokalistka Ellie Goulding. Wydany na singlu jako siódmy i ostatni materiał w ramach promocji drugiego albumu studyjnego grupy pt. What Is Love? z 2018 roku. Piosenka miała premierę 22 lutego 2019 roku.
W sierpniu 2021 nagranie uzyskało w Polsce status platynowej płyty.

## Teledysk
Do piosenki został nagrany teledysk, którego reżyserią zajął się sam zespół Clean Bandit. Premiera obrazu miała miejsce na oficjalnym kanale YouTube grupy 25 lutego 2019 roku. W filmie występuje postać przypominająca Donalda Trumpa, kpiąca z dzieciństwa aż do dorosłości, kiedy zostaje wybrany na prezydenta. Zespół nie powiedział, czy postać faktycznie jest Trumpem, ale powiedział, że napisali scenariusz o „chłopcu, któremu odebrano władzę jako dziecko, a on wyrósł zdeterminowany, by ją odzyskać”.

## Lista utworów
- Digital download – acoustic[5]

1. „Mama” (acoustic) – 3:09
2. „Mama” – 3:06

- Digital download - Tiësto's Big Room Remix[6]

1. „Mama” (Tiësto's Big Room Remix) – 2:36

- Digital download – Morgan Page Remix[7]

1. „Mama” (Morgan Page Remix) – 2:57

## Notowania

### Notowania tygodniowe
| Lista (2019)                                           | Najwyższa pozycja |
| ------------------------------------------------------ | ----------------- |
| Irlandia (IRMA)                                        | 97                |
| Stany Zjednoczone (Dance/Electronic Songs) (Billboard) | 19                |
| Węgry (Dance Top 40)                                   | 20                |
| Wielka Brytania (OCC)                                  | 98                |
| Izrael (Media Forest)                                  | 9                 |
| Izrael (Media Forest TV Airplay)                       | 1                 |
| Polska (Polish Airplay Top 100)                        | 10                |
| Rumunia (Airplay 100)                                  | 62                |
| Szkocja (OCC)                                          | 63                |

### Notowania roczne
| Lista (2019)                                           | Najwyższa pozycja |
| ------------------------------------------------------ | ----------------- |
| Stany Zjednoczone (Dance/Electronic Songs) (Billboard) | 73                |
| Węgry (Dance Top 40)                                   | 59                |
| Polska (Polish Airplay Top 100)                        | 89                |
| Portugalia (AFP)                                       | 561               |

## Historia wydania
| Region          | Date            | Format                      | Wersja                  | Label    | Ref.   |
| --------------- | --------------- | --------------------------- | ----------------------- | -------- | ------ |
| Wielka brytania | 23 lutegoy 2019 | Adult contemporary          | Original                | Warner   | [ 21 ] |
| Świat           | 8 marca 2019    | Digital download, streaming | Tiësto's Big Room Remix | Atlantic | [ 22 ] |
| Włochy          | 15 marca 2019   | Contemporary hit radio      | Original                | Warner   | [ 23 ] |
| Świat           | 15 marca 2019   | Digital download, streaming | Morgan Page Remix       | Atlantic | [ 7 ]  |
| Świat           | 22 marca 2019   | Digital download, streaming | Acoustic                | Atlantic | [ 5 ]  |